# Philippe Neerman

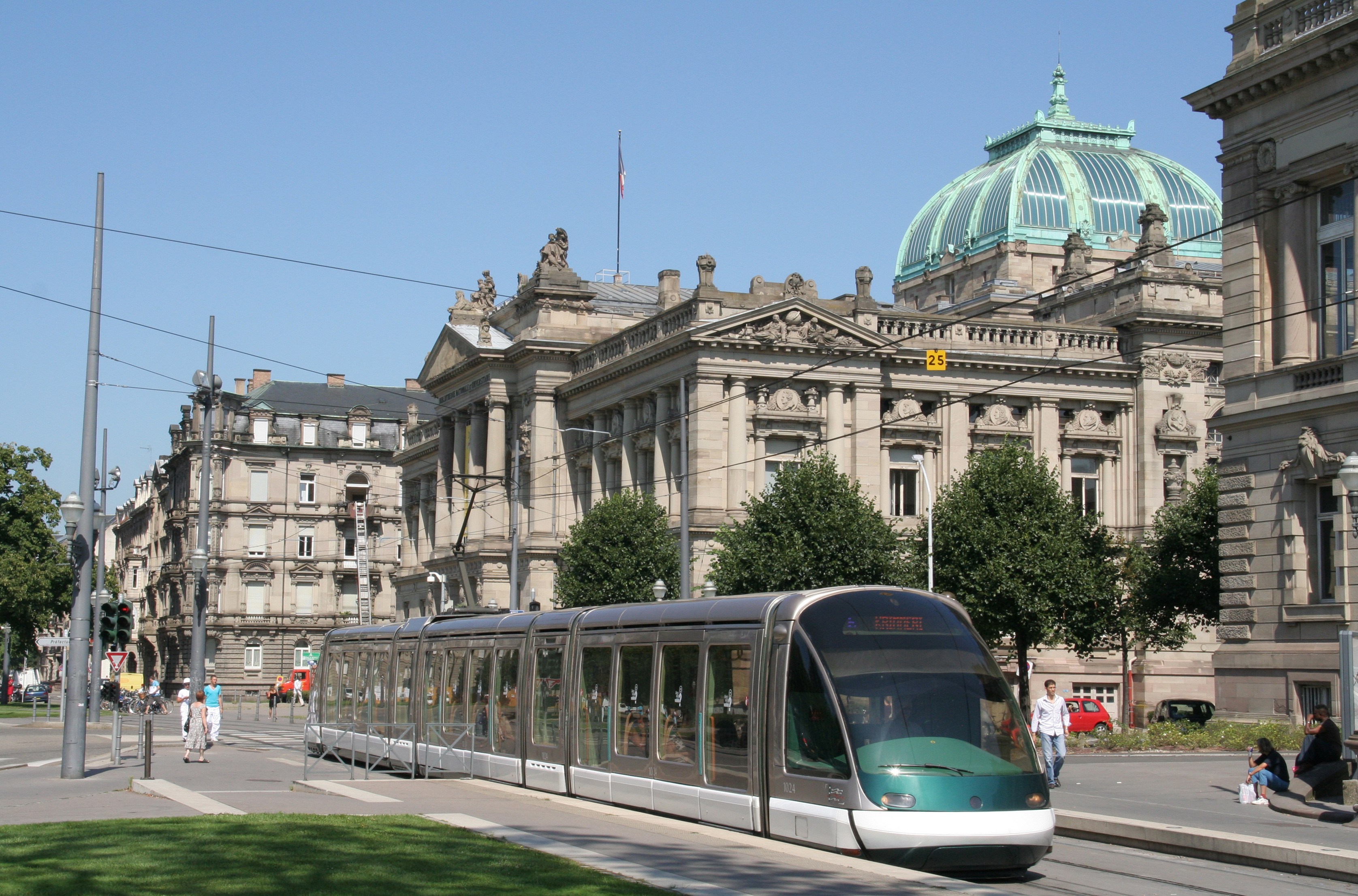
Eurotram in Straatsburg voor de Nationale universitaire Bibliotheek

Philippe Neerman (Elisabethstad, 1930 - Kortrijk, 2011) was een Belgisch architect en ontwerper die op verschillende vlakken van vormgeving actief was. Hij spitste zich vooral toe op transport en ontwierp meerdere metro's en trams waaronder de Eurotram.

## Carrière
Neerman werkte vooreerst als projectleider in de Kortrijkse Kunstwerkstede Gebroeders De Coene van 1956 tot 1969, waar hij met Willy Nel samenwerkte. Op latere leeftijd werkte hij als zelfstandig ontwerper vooral aan het ontwerp van meerdere tram- en metrostellen.
Neerman was meerdere keren jurylid op de Internationale Designbeurs Interieur Kortrijk, onder andere in 1972, 1980, 1984, 1986, 1988, 1990 en 1992. Neerman werkte daarnaast samen met iconen als Le Corbusier en Eero Saarinen.

## Realisaties
- De Eurotram[6]
- Verschillende interieurs van Amerikaanse gebouwen
- Het interieur van de Koninklijke Bibliotheek Albert I te Brussel
- Het interieur van de Innovation te Brussel
- Het interieur van Philips te Eindhoven
- Het interieur van de zalen van de UNESCO te Parijs.

Werken van hem zijn te zien in verschillende musea waaronder het Design Museum Gent te Gent.

## Eerbetoon
- Eerste prijs op de Triënnale van Milaan in 1964
- "Prijs voor een loopbaan" van Design Vlaanderen in 1999[8]